# Working on a Dream Tour
Working on a Dream Tour fue una gira musical de Bruce Springsteen y The E Street Band que comenzó en abril de 2009 y finalizó en noviembre del mismo año. La gira, que siguió al lanzamiento del álbum de estudio Working on a Dream en enero de 2009, fue la primera sin Danny Federici, miembro fundador y teclista de la E Street Band, que falleció en abril de 2008 a causa de un melanoma, así como la última gira de Clarence Clemons, que falleció en 2011.
La gira fue más corta en comparación con otras giras de Springsteen, y por primera vez en su carrera, participó activamente en festivales de música, especialmente en Europa. También a diferencia de trabajos anteriores, la gira incluyó pocas canciones del nuevo álbum, y en su lugar, siguió la tendencia de la gira Magic Tour, con un enfoque en la actualidad, especialmente en la recesión económica de finales de década, así como la selección de peticiones del público a través de carteles. Durante la parte final de la gira, Springsteen interpretó álbumes como Born to Run y Darkness on the Edge of Town al completo. 
Max Weinberg no estuvo disponible para tocar en algunos conciertos debido a obligaciones contractuales con The Tonight Show. Su hijo de 18 años, Jay Weinberg, sustituyó a Max en una gran mayoría de los conciertos, con buena recepción por parte del público, de la banda y de la crítica. La gira también brindó la oportunidad a Springsteen de despedir dos famosos estadios, el Philadelphia Spectrum y el Giants Stadium de Nueva Jersey, antes de su demolición.
La gira fue un éxito comercial, con ganancias brutas en torno a los 156 millones de dólares, y fue seguida por más de 1,7 millones de espectadores, siendo calificada como la tercera gira con mayor recaudación de 2009.

## Fechas de la gira
| Fecha                    | Ciudad                         | País           | Escenario                       |
| Norteamérica             | Norteamérica                   | Norteamérica   | Norteamérica                    |
| ------------------------ | ------------------------------ | -------------- | ------------------------------- |
| 1 de abril de 2009       | San José, California           | Estados Unidos | HP Pavilion                     |
| 3 de abril de 2009       | Glendale, Arizona              | Estados Unidos | Jobing.com Arena                |
| 5 de abril de 2009       | Austin, Texas                  | Estados Unidos | Frank Erwin Center              |
| 7 de abril de 2009       | Tulsa, Oklahoma                | Estados Unidos | BOK Center                      |
| 8 de abril de 2009       | Houston, Texas                 | Estados Unidos | Toyota Center                   |
| 10 de abril de 2009      | Denver, Colorado               | Estados Unidos | Pepsi Center                    |
| 15 de abril de 2009      | Los Ángeles, California        | Estados Unidos | L.A. Memorial Arena             |
| 16 de abril de 2009      | Los Ángeles, California        | Estados Unidos | L.A. Memorial Arena             |
| 21 de abril de 2009      | Boston, Massachusetts          | Estados Unidos | TD Banknorth Garden             |
| 22 de abril de 2009      | Boston, Massachusetts          | Estados Unidos | TD Banknorth Garden             |
| 24 de abril de 2009      | Hartford, Connecticut          | Estados Unidos | XL Center                       |
| 26 de abril de 2009      | Atlanta, Georgia               | Estados Unidos | Philips Arena                   |
| 28 de abril de 2009      | Filadelfia, Pensilvania        | Estados Unidos | The Spectrum                    |
| 29 de abril de 2009      | Filadelfia, Pensilvania        | Estados Unidos | The Spectrum                    |
| 2 de mayo de 2009        | Greensboro, Carolina del Norte | Estados Unidos | Greensboro Coliseum             |
| 4 de mayo de 2009        | Uniondale, Nueva York          | Estados Unidos | Nassau Coliseum                 |
| 5 de mayo de 2009        | Charlottesville, Virginia      | Estados Unidos | John Paul Jones Arena           |
| 7 de mayo de 2009        | Toronto, Ontario               | Canadá         | Air Canada Centre               |
| 8 de mayo de 2009        | University Park, Pennsylvania  | Estados Unidos | Bryce Jordan Center             |
| 11 de mayo de 2009       | Saint Paul, Minnesota          | Estados Unidos | Xcel Energy Center              |
| 12 de mayo de 2009       | Chicago, Illinois              | Estados Unidos | United Center                   |
| 14 de mayo de 2009       | Albany, Nueva York             | Estados Unidos | Times Union Center              |
| 15 de mayo de 2009       | Hershey, Pensilvania           | Estados Unidos | Hersheypark Stadium             |
| 18 de mayo de 2009       | Washington D. C.               | Estados Unidos | Verizon Center                  |
| 19 de mayo de 2009       | Pittsburgh, Pensilvania        | Estados Unidos | Mellon Arena                    |
| 21 de mayo de 2009       | East Rutherford, Nueva Jersey  | Estados Unidos | Izod Center                     |
| 23 de mayo de 2009       | East Rutherford, Nueva Jersey  | Estados Unidos | Izod Center                     |
| Europa                   |                                |                |                                 |
| 30 de mayo de 2009       | Landgraaf                      | Países Bajos   | Pinkpop Festival                |
| 2 de junio de 2009       | Tampere                        | Finlandia      | Ratinan Stadion                 |
| 4 de junio de 2009       | Estocolmo                      | Suecia         | Stockholms Stadium              |
| 5 de junio de 2009       | Estocolmo                      | Suecia         | Stockholms Stadium              |
| 7 de junio de 2009       | Estocolmo                      | Suecia         | Stockholms Stadium              |
| 9 de junio de 2009       | Bergen                         | Noruega        | Koengen                         |
| 10 de junio de 2009      | Bergen                         | Noruega        | Koengen                         |
| Norteamérica             |                                |                |                                 |
| 13 de junio de 2009      | Manchester, Tennessee          | Estados Unidos | Bonnaroo Festival               |
| Europa                   |                                |                |                                 |
| 27 de junio de 2009      | Glastonbury                    | Reino Unido    | Festival de Glastonbury         |
| 28 de junio de 2009      | Londres                        | Reino Unido    | Hard Rock Calling               |
| 30 de junio de 2009      | Berna                          | Suiza          | Stade de Suisse                 |
| 2 de julio de 2009       | Múnich                         | Alemania       | Olympiastadion                  |
| 3 de julio de 2009       | Fráncfort del Meno             | Alemania       | Commerzbank Arena               |
| 5 de julio de 2009       | Viena                          | Austria        | Ernst Happel Stadion            |
| 8 de julio de 2009       | Herning                        | Dinamarca      | MCH Outdoor Arena               |
| 11 de julio de 2009      | Dublín                         | Irlanda        | RDS Arena                       |
| 12 de julio de 2009      | Dublín                         | Irlanda        | RDS Arena                       |
| 14 de julio de 2009      | Glasgow                        | Reino Unido    | Hampden Park                    |
| 16 de julio de 2009      | Carhaix-Plouguer               | Francia        | Festival des Vieilles Charrues  |
| 19 de julio de 2009      | Roma                           | Italia         | Stadio Olimpico                 |
| 21 de julio de 2009      | Turín                          | Italia         | Stadio Olimpico di Torino       |
| 23 de julio de 2009      | Údine                          | Italia         | Stadio Friuli                   |
| 26 de julio de 2009      | Bilbao                         | España         | Estadio de San Mamés            |
| 28 de julio de 2009      | Sevilla                        | España         | Estadio Olímpico de Sevilla     |
| 30 de julio de 2009      | Benidorm                       | España         | Estadio Municipal de Foietes    |
| 1 de agosto de 2009      | Valladolid                     | España         | Estadio José Zorrilla           |
| 2 de agosto de 2009      | Compostela                     | España         | Auditorio Monte do Gozo         |
| Norteamérica             |                                |                |                                 |
| 19 de agosto de 2009     | Hartford, Connecticut          | Estados Unidos | Comcast Theatre                 |
| 22 de agosto de 2009     | Mansfield, Massachusetts       | Estados Unidos | Comcast Center                  |
| 23 de agosto de 2009     | Mansfield, Massachusetts       | Estados Unidos | Comcast Center                  |
| 25 de agosto de 2009     | Saratoga Springs, Nueva York   | Estados Unidos | Saratoga Performing Arts Center |
| 12 de septiembre de 2009 | Tampa, Florida                 | Estados Unidos | Ford Amphitheatre               |
| 13 de septiembre de 2009 | Fort Lauderdale, Florida       | Estados Unidos | BankAtlantic Center             |
| 16 de septiembre de 2009 | Greenville, Carolina del Sur   | Estados Unidos | Bi-Lo Center                    |
| 20 de septiembre de 2009 | Chicago, Illinois              | Estados Unidos | United Center                   |
| 21 de septiembre de 2009 | Des Moines, Iowa               | Estados Unidos | Wells Fargo Arena               |
| 30 de septiembre de 2009 | East Rutherford, Nueva Jersey  | Estados Unidos | Giants Stadium                  |
| 2 de octubre de 2009     | East Rutherford, Nueva Jersey  | Estados Unidos | Giants Stadium                  |
| 5 de octubre de 2009     | East Rutherford, Nueva Jersey  | Estados Unidos | Giants Stadium                  |
| 8 de octubre de 2009     | East Rutherford, Nueva Jersey  | Estados Unidos | Giants Stadium                  |
| 9 de octubre de 2009     | East Rutherford, Nueva Jersey  | Estados Unidos | Giants Stadium                  |
| 13 de octubre de 2009    | Filadelfia, Pensilvania        | Estados Unidos | Wachovia Spectrum               |
| 14 de octubre de 2009    | Filadelfia, Pensilvania        | Estados Unidos | Wachovia Spectrum               |
| 15 de octubre de 2009    | Filadelfia, Pensilvania        | Estados Unidos | Wachovia Spectrum               |
| 20 de octubre de 2009    | Filadelfia, Pensilvania        | Estados Unidos | Wachovia Spectrum               |
| 25 de octubre de 2009    | San Luis, Misuri               | Estados Unidos | Scottrade Center                |
| 26 de octubre de 2009    | Kansas City, Misuri            | Estados Unidos | Sprint Center                   |
| 2 de noviembre de 2009   | Washington D. C.               | Estados Unidos | Verizon Center                  |
| 3 de noviembre de 2009   | Charlotte, Carolina del Norte  | Estados Unidos | Time Warner Cable Arena         |
| 2 de noviembre de 2009   | Nueva York                     | Estados Unidos | Madison Square Garden           |
| 8 de noviembre de 2009   | Nueva York                     | Estados Unidos | Madison Square Garden           |
| 10 de noviembre de 2009  | Cleveland, Ohio                | Estados Unidos | Quicken Loans Arena             |
| 13 de noviembre de 2009  | Auburn Hills, Míchigan         | Estados Unidos | The Palace of Auburn Hills      |
| 15 de noviembre de 2009  | Milwaukee, Wisconsin           | Estados Unidos | Bradley Center                  |
| 18 de noviembre de 2009  | Nashville, Tennessee           | Estados Unidos | Sommet Center                   |
| 20 de noviembre de 2009  | Baltimore, Maryland            | Estados Unidos | 1st Mariner Arena               |
| 22 de noviembre de 2009  | Búfalo, Nueva York             | Estados Unidos | HSBC Arena                      |

Fuente:

## Personal
- Bruce Springsteen: voz, guitarra rítmica, guitarra acústica y armónica
- The E Street Band:
  - Roy Bittan: piano, sintetizador y acordeón
  - Clarence Clemons: saxofón tenor, saxofón barítono, percusión, flautín, armónica y coros
  - Nils Lofgren: guitarra rítmica, guitarra principal, pedal steel, guitarra acústica, acordeón y coros
  - Patti Scialfa: guitarra acústica, pandereta y coros
  - Garry Tallent: bajo, tuba y coros
  - Steven Van Zandt: guitarra rítmica, guitarra principal, guitarra acústica, mandolina y coros
  - Max Weinberg: batería
- Charles Giordano: órgano, acordeón, glockenspiel, piano y coros
- Soozie Tyrell: violín, guitarra acústica y coros
- Jay Weinberg: batería
- Curtis King: coros y pandereta
- Cindy Mizelle: coros y pandereta
- Curt Ramm: trompeta